# Красный Яр (Крутинский район)
Красный Яр — деревня в Крутинском районе Омской области, в составе Пановского сельского поселения.

## История
Основана в 1883 г. В 1928 г. посёлок Красноярский состоял из 126 хозяйств, основное население — русские. Центр Красноярского сельсовета Крутинского района Омского округа Сибирского края.

## Население
| 2010 |
| ---- |
| 136  |